# Aitkin (Minnesota)
Aitkin es una ciudad ubicada en el condado de Aitkin en el estado estadounidense de Minnesota. En el Censo de 2010 tenía una población de 2165 habitantes y una densidad poblacional de 379,27 personas por km².

## Geografía
Aitkin se encuentra ubicada en las coordenadas 46°31′47″N 93°42′21″O / 46.52972, -93.70583. Según la Oficina del Censo de los Estados Unidos, Aitkin tiene una superficie total de 5.71 km², de la cual 5.71 km² corresponden a tierra firme y (0%) 0 km² es agua.

## Demografía
Según el censo de 2010, había 2165 personas residiendo en Aitkin. La densidad de población era de 379,27 hab./km². De los 2165 habitantes, Aitkin estaba compuesto por el 95.52% blancos, el 0.83% eran afroamericanos, el 1.52% eran amerindios, el 0.32% eran asiáticos, el 0.05% eran isleños del Pacífico, el 0.14% eran de otras razas y el 1.62% pertenecían a dos o más razas. Del total de la población el 1.25% eran hispanos o latinos de cualquier raza.